# نوا گربر
نوا گربر (انگلیسی: Neva Gerber؛ ۳ آوریل ۱۸۹۴ – ۲ ژانویهٔ ۱۹۷۴) یک هنرپیشه اهل ایالات متحده آمریکا بود.
از فیلم‌هایی که وی در آن‌ها نقش داشته‌است، می‌توان به سه مرد سوارکار اشاره نمود.